# Ma Shouzhen
Ma Shouzhen (馬守真) ou Ma Cheou-Tchen ou Ma Shou-Chên, noms de pinceaux : Xianglan （湘蘭） et Yejiao, est une peintre chinoise originaire de Nankin du  XVIe – XVIIe siècles. Elle a été active vers 1592-1628.

## Les femmes artistes
Introduction à la condition des artistes chinoises:
Dans la société chinoise, les femmes sont subordonnées aux hommes durant plusieurs millénaires. Les doctrines confucéennes dites des Trois Sujétions et des trois autorités Cardinales comme base idéologique de la stabilité sociale, sont instituées par les souverains féodaux. Les Trois Sujétions exigent qu'une femme obéisse à son père avant le mariage, à son mari durant sa vie conjugale et à ses fils dans le veuvage.
Les Trois Autorités Cardinales disent que le souverain dirige ses sujets, le père ses fils, et le mari sa femme. De la naissance à la mort, les femmes ne jouissent d'aucun statut social autonome, leurs actions et l'expression de leurs idées sont réprimées, leur personnalité et leurs talents étouffés. C'est pourquoi il y a peu de femmes artistes dans l'histoire chinoise.
Cette situation commence à changer vers la fin de la dynastie des Ming, quand leur nombre se met à augmenter. Selon Tang Shuyu dans son Yutai huashi (Histoire de la peinture de la Terrasse de Jade), parmi les deux cent seize femmes artistes connues depuis les temps anciens jusqu'au règne de l'empereur Renzong (17996-1820) des Qing, la moitié ont vécu dans la dynastie des Ming, dont les quatre cinquièmes à la fin de cette dynastie. En dépit du rôle circonscrit des femmes dans la société, certaines peuvent devenir peintre dans le cadre d'une tradition familiale ou recevoir une formation artistique pour se préparer à être concubine ou courtisane:

## Concubines et courtisanes
Les femmes qui ne sont pas nées dans des familles d'artistes trouvent peu de débouchés à leur créativité, mais il existe une autre entrée dans le monde de la peinture. Il n'est pas rare que les lettrés et les fonctionnaires prennent des concubines ou fréquentent des courtisanes, qui se doivent d'être des artistes accomplies et ont souvent reçu une formation picturale. La ville de Yangzhou est un centre célèbre pour la formation de courtisanes issues de familles pauvres. Après avoir été vendues, les filles apprenaient à chanter, à jouer des instruments de musique, à jouer aux échecs, à peindre et à calligraphier. Si la femme est belle et montre du talent dans les arts, elle peut demander très cher à ses clients. Ma Shouzhen, Xue Susu, Kou Mei, Gu Mei et Li Yin sont des courtisanes qui deviennent artistes.

## Biographie
Femme peintre et poète, Ma Shouzhen est une grande amie de l'écrivain Wang Zhideng (1535-1612). Elle peint des orchidées dans le style de Zhao Mengjian (1199-1295) et des bambous dans celui  de Guan Daosheng (1262-1325). Ma est une célèbre courtisane du quartier de Qhinhuai à Nanjing. Elle est particulièrement intime avec le lettré Wang Zhideng, qui écrit souvent des poèmes sur ses peintures. Les orchidées (en compagnie de bambous et de rochers) sont son sujet préféré. dans Orchidée et bambous (Musée provincial de Jilin), elle peint l'orchidée en utilisant la technique du double contour, avec, dans le fond, des rochers mêlés à des bambous. L'inscription dit, «une imitation offerte au poète Yan Ping, pour être soumise à ses critiques», à la façon dont un homme en use à cette époque. Aucune femme respectable n'osait offrir sa peinture en cadeau, mais une courtisane très cultivée le pouvait.

## Style et influence
Bambous, orchidées et rochers (Musée du palais impérial de Beijing), qui date de 1604, est la dernière œuvre de Ma Shouzhen. Elle montre un chevauchement de plusieurs orchidées, dans la technique du double contour et de l'encre monochrome. Les longues feuilles des orchidées s'entremêlent et dansent dans le vent. Les rochers et bambous disposés avec grâce, et les champignons lingzhi d'un beau lustré se mettent réciproquement en valeur et animent la scène.
Son travail au pinceau est celui d'une artiste expérimentée, et son style évoque celui de  Wen Zhideng. Ma Shouzhen est très influencée par l'école de Wu dans ses peintures d'orchidées, car Wen Zhideng est originaire de la préfecture de Wu et grand admirateur de Wen Zhengming. Exprimant son avis sur l'orchidée solitaire qui pousse à l'état sauvage, elle écrit:
Le cattleya et l'armoise commune sont indignes d'être chéris;
L'orchidée et le bambou des champs sont plus séduisants.
J'oubliai leur parfum en entrant dans la pièce,
Car je vis qu'un ermite était reclus dans le ravin.

## Musées
- Beijing (Musée du palais impérial):
  - Bambous, orchidées et rochers.
- Jilin (Musée provincial):
  - Orchidée et bambous.
- Stockholm (Nat. Mus.):
  - Lotus à la fin de l'été, signé, poème et colophon.
- Taipei (Nat. Palace Mus.):
  - Peinture de fleurs, deux feuilles d'album signées.
  - Épidendrons dans les pierres, signé, inscription de Wang Zhideng.
  - Fleurs et papillon, peinture sur éventail.

## Postérité
Le cratère vénusien Ma Shouzhen a été nommé en son honneur.